# Eunymphicus
Eunymphicus – rodzaj ptaków z podrodziny dam (Loriinae) w rodzinie papug wschodnich (Psittaculidae).

## Zasięg występowania
Rodzaj obejmuje gatunki występujące na Nowej Kaledonii i Wyspach Lojalności.

## Morfologia
Długość ciała około 32 cm; masa ciała samic 105–117 g, samców 117–167 g. 

## Systematyka

### Etymologia
- Plectolophus: gr. πλεκτος plektos „spleciony”, od πλεκω plekō „pleść”; λοφος lophos „czub, grzebień”[5]. Gatunek typowy: Psittacus cornutus J.F. Gmelin, 1788.
- Eunymphicus: gr. ευ eu „idealny, prawdziwy”; rodzaj Nymphicus Wagler, 1832 (nimfa)[6].

### Podział systematyczny
Do rodzaju należą następujące gatunki:
- Eunymphicus cornutus (J.F. Gmelin, 1788) – modrolotka czubata
- Eunymphicus uvaeensis (E.L. Layard & E.L.C. Layard, 1882) – modrolotka zielonoczuba – takson wyodrębniony ostatnio z E. cornutus[8][9]